# Мешен, Пьер
Пьер Франсуа́ Андре́ Меше́н (фр. Pierre François André Méchain; 16 августа 1744, Лан, Франция — 20 сентября 1804, Кастельон-де-ла-Плана, Испания), французский астроном и геодезист.
В 1777 женился на Барбре-Терезе Маржу, имел двух сыновей и дочь.
В период с 1781 по 1799 открыл девять комет: восемь из них единолично, а одну — совместно с Шарлем Мессье:
- C/1781 M1 (Mechain), 1781 I
- C/1781 T1 (Mechain), 1781 II
- C/1785 E1 (Mechain), 1785 II
- 2P/Encke, открыта в 1786
- C/1787 G1 (Mechain), 1787 I
- 8P/Туттля, открыта в 1790
- C/1799 P1 (Mechain), 1799 II
- C/1799 Y1 (Mechain), 1799 III
- C/1785 A1 (Messier-Mechain), 1785 I

В 1782 был принят во французскую Академию Наук, где до 1788 был ответственным за измерение времени. С 1792 по 1795 занимался геодезической работой. В 1795 был избран членом Бюро долгот. С 1800 и до конца своей жизни заведовал Парижской обсерваторией.
Сначала, подобно отцу своему, стал архитектором; вскоре, однако, несчастное разорение отца принудило его ехать в Париж и искать места; после разных неудачных попыток он представился Лаланду, который заметил дарования молодого человека и определил его астрономом-гидрографом при депо морских карт. Мешен занимался морскими съёмками по берегам Франции, вычислял наблюдения маркиза Шабера в Средиземном море. 
С 1772 г. он устроился в Париже при военной обсерватории и здесь производил множество наблюдений, открыл несколько комет, вычислял их орбиты, равно орбиту только что открытой Гершелем планеты Уран, и проч. С Кассини и Лежандром М. определил относительное положение парижской и гринвичской обсерваторий, в течение 7 лет состоял вычислителем и редактором астрономического календаря «Connaissance des temps» (1788—1794). 
В 1795 г. он был назначен произвести градусное измерение на юге Франции и продолжить его до Балеарских островов. Здесь он взялся за наблюдения с обычной энергией, но от чрезмерных лишений и трудности умер близ тригонометрической точки в Кастеллионе. Мешен, кроме упомянутых томов астрономического календаря, печатал очень мало, но труды его по градусному измерению изложены Деламбром. в «Base du système métrique décimal». Биографические сведения помещены в «Monatliche Correspondenz» Цаха (т. II.).